# NGC 2148
NGC 2148 est une très vaste et lointaine galaxie spirale située dans la constellation du Peintre. NGC 2148 a été découverte par l'astronome britannique John Herschel en 1834.

## Caractéristiques
Sa vitesse par rapport au fond diffus cosmologique est de 10 230 ± 5 km/s, ce qui correspond à une distance de Hubble de 151 ± 11 Mpc (∼493 millions d'al).
La classe de luminosité de NGC 2148 est II.